# Koetsina
Koetsina (Bulgaars: Куцина) is een dorp in Bulgarije. Het dorp is gelegen in de gemeente Polski Trambesj, oblast Veliko Tarnovo. Het dorp ligt hemelsbreed 21 kilometer ten noorden van Veliko Tarnovo en 198 kilometer ten noordoosten van Sofia.

## Bevolking
Op 31 december 2020 telde het dorp Koetsina 636 inwoners. Het aantal inwoners vertoont al vele jaren een dalende trend: in 1956 had het dorp nog 1.616 inwoners. 
|  |

In het dorp wonen voornamelijk etnische Bulgaren. In de optionele volkstelling van 2011 identificeerden 483 van de 503 ondervraagden zichzelf als etnische Bulgaren, oftewel 96%. Verder identificeerden 19 ondervraagden zichzelf als Turken, oftewel 3,8%. 
| Etnische samenstelling van de respondenten (2011) | Etnische samenstelling van de respondenten (2011) | Etnische samenstelling van de respondenten (2011) | Etnische samenstelling van de respondenten (2011) | Etnische samenstelling van de respondenten (2011) |
| ------------------------------------------------- | ------------------------------------------------- | ------------------------------------------------- | ------------------------------------------------- | ------------------------------------------------- |
|                                                   |                                                   |                                                   |                                                   |                                                   |
| Bulgaren                                          | Bulgaren                                          |                                                   | 96,0%                                             | 96,0%                                             |
| Turken                                            | Turken                                            |                                                   | 3,8%                                              | 3,8%                                              |
| Roma                                              | Roma                                              |                                                   | 0,0%                                              | 0,0%                                              |
| Anders/Onbekend                                   | Anders/Onbekend                                   |                                                   | 0,2%                                              | 0,2%                                              |